# Michela Cerruti
Michela Cerruti (Roma, Italia, 18 de febrero de 1987) es una piloto de automovilismo italiana. 
Ha participado en varias competiciones automovilísticas. En la Superstars Series 2011 obtuvo una victoria y un segundo puesto, finalizando novena en el campeonato internacional y octava en el italiano. En 2014 disputó el Auto GP con Super Nova, acabando sexta con una victoria y dos terceros puestos.
En junio de 2014 se hizo oficial su fichaje por la escudería Trulli para participar en la temporada inaugural 2014-15 del nuevo campeonato mundial de Fórmula E organizado por la Federación Internacional del Automóvil (FIA). En cuatro carreras disputadas, su mejor actuación fue un 12º puesto en Punta del Este.
Cerruti disputó la fecha de Austria de la TCR International Series 2016 con un SEAT León de Target. En 2016 y 2017 corrió en algunas rondas con un Alfa Romeo Giulietta (2010).

## Resultados

### TCR Internacional Series
(Clave) (negrita indica pole position) (cursiva indica vuelta rápida)

| Año  | Equipo             | Auto                        | 1   | 2   | 3   | 4   | 5   | 6   | 7   | 8   | 9   | 10  | 11    | 12    | 13  | 14  | 15     | 16     | 17  | 18  | 19  | 20  | 21  | 22  | Pos. | Pts. |
| ---- | ------------------ | --------------------------- | --- | --- | --- | --- | --- | --- | --- | --- | --- | --- | ----- | ----- | --- | --- | ------ | ------ | --- | --- | --- | --- | --- | --- | ---- | ---- |
| 2015 |                    |                             | MYS | MYS | CHN | CHN | ESP | ESP | POR | POR | ITA | ITA | AUT I | AUT I | RUS | RUS | AUT II | AUT II | SGP | SGP | THA | THA | MAC | MAC | 31.º | 5    |
| 2015 | Target Competition | SEAT León Racer             |     |     |     |     |     |     |     |     |     |     |       |       |     |     | 10     | 8      |     |     |     |     |     |     | 31.º | 5    |
| 2016 |                    |                             | BHR | BHR | POR | POR | BEL | BEL | ITA | ITA | AUT | AUT | ALE   | ALE   | RUS | RUS | THA    | THA    | SGP | SGP | MYS | MYS | MAC | MAC | 29.º | 3    |
| 2016 | Mulsanne Racing    | Alfa Romeo Giulietta RF TCR | 13  | Ret | 15  | 14  |     |     |     |     | 10  | DSQ | 12†   | 9     | 12  | Ret |        |        |     |     |     |     |     |     | 29.º | 3    |
| 2017 |                    |                             | GEO | GEO | BHR | BHR | BEL | BEL | ITA | ITA | AUT | AUT | HUN   | HUN   | ALE | ALE | THA    | THA    | CHN | CHN | EAU | EAU |     |     | -    | 0    |
| 2017 | GE-Force           | Alfa Romeo Giulietta RF TCR |     |     | 14  | 12  |     |     |     |     |     |     |       |       |     |     |        |        |     |     |     |     |     |     | -    | 0    |